# Ла-Нава-де-Сантьяго

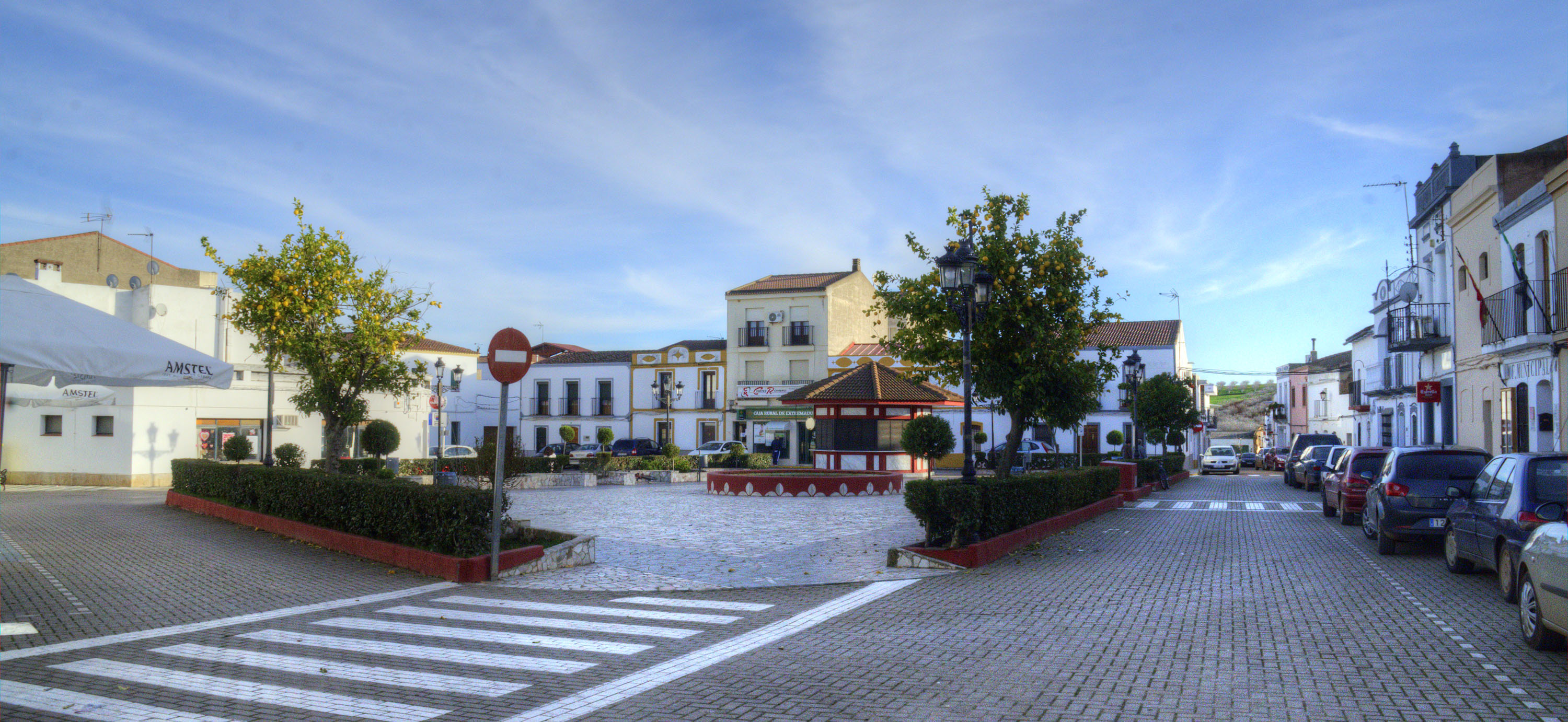

Ла-Нава-де-Сантьяго (ісп. La Nava de Santiago) — муніципалітет в Іспанії, у складі автономної спільноти Естремадура, у провінції Бадахос. Населення — 1072 особи (2010).
Муніципалітет розташований на відстані близько 280 км на південний захід від Мадрида, 44 км на північний схід від Бадахоса.

## Демографія
Динаміка населення (INE ):